# Gérard Mairet
 (mars 2024).
Pour les articles homonymes, voir Mairet.
Gérard Mairet (né le 12 juin 1943) est un philosophe français, professeur de philosophie au département de science politique de l'Université de Paris VIII.
Il a été professeur invité à l'University of California at Los Angeles (Fulbright 2001, UCLA), chercheur invité résident au Getty Research Institute à Los Angeles et, dans les années 1970 et 1980 a enseigné aux universités d'Ottawa et de Yaoundé. Il a été invité en séminaire ou conférences dans diverses universités européennes, notamment à Londres, Sarajevo, Stockholm, Florence, Rome, Athènes, Lisbonne et Budapest mais aussi à Sydney et Tokyo.

## Pensée
Influencé dans ses années d'apprentissage à la Sorbonne par l'œuvre d'Éric Weil, et les enseignements de Jean Wahl, Jean Hyppolite, Yvon Belaval, François Châtelet, Mairet définit la philosophie comme « la pensée du concept » et la philosophie politique comme  « la pensée de la liberté pensée ». C'est ainsi que son ouvrage, La Fable du Monde, traduit en anglais, se présente comme une Enquête philosophique sur la liberté de notre temps où le concept moderne de souveraineté est élaboré dans la forme de son « achèvement ». 
Spécialiste des fondements philosophiques de la tradition politique moderne, Gérard Mairet invite à penser l'achèvement du principe de souveraineté dans l'histoire de la construction européenne, qu'il décrit comme un processus historique dépassant par essence le cadre conceptuel de l'Etat-nation: « pour être réelle et absolument désirable, la démocratie est par essence transnationale et cosmopolitique » (Gérard Mairet, cité par J. Lacroix, La Pensée française à l’épreuve de l’Europe, Paris, Grasset, 2008, p. 64). 
Grand amateur de westerns classiques (Politique du Western), sources qu'il utilisait parfois dans ses cours de Philosophie politique à l'université Paris 8, Mairet a également écrit sur la relation entre souveraineté et anthropocène (Nature et Souveraineté) où il théorise l'idée d'une cosmopolitique de la nature dont le fondement matériel serait, notamment, un droit universel à l’alimentation, grâce à la transformation de la terre agricole et du climat en bien public mondial. Repartant de l'approche développée par Philippe Descola dans Par delà nature et culture, Mairet écrit ainsi qu'il faut "substituer au droit naturel un droit biotique permettant une réforme radicale de la relation qu'entretiennent la cité des hommes et la nature. Car en réalité, la crise n'est pas écologique mais politique : c'est celle des fondements essentiels de la cité. Plutôt qu'une politique des hommes sur les choses de la nature, il nous faut concevoir une cosmopolitique de la nature." 
Il publie en 2024 une édition augmentée de son Principe de souveraineté [1997], sous le titre Qu'est-ce que la souveraineté et présente dans un chapitre liminaire ("Recommencement d'Europe") les raisons pour lesquelles la guerre en Ukraine exemplifie l'obsolescence et l'inefficacité du cadre conceptuel de la souveraineté. Selon Mairet, cette guerre fait obligation aux Européens de penser et d'agir en faveur de la défense de leur liberté: "la guerre met en lumière ce que la paix européenne, depuis trois générations, cachait dans l’ombre : la subsistance de la souveraineté derrière la façade de l’union, en fait l’illusion compensatoire d’une Union européenne apolitique et dépolitisée, simple coopérative de souverainetés déchues, car exclusivement tournée vers le marché" (p.xv.) 
Pour Mairet, si la guerre en Ukraine est un moment de crise inédit en Europe, elle est aussi l'occasion de "révolutionner la révolution elle-même." (p.xvi) et de se "chercher ailleurs, dans un recommencement de l’UE, fondée non sur la juxtaposition des souverainetés, mais sur leur dépassement cosmopolitique, c’est-à-dire un universalisme européen". (p.xvii). 

## Œuvres principales
- Le Discours et l'historique. Essai sur la représentation historienne du temps, Paris, Mame, 1974
- Les doctrines du pouvoir, les fondements de la pensée politique, Paris, Gallimard, 1978
  - Nouvelle édition augmentée sous le titre Grandes oeuvres politiques, Paris, LDP, 2009
- avec François Châtelet, Histoire des idéologies, Paris, Hachette, 1978.
- Le Dieu mortel. Essai de non-philosophie de l'État, Paris, PUF, 1987
- Discours d'Europe. Souveraineté, citoyenneté, démocratie, Paris, La Découverte, 1989. Traduit en espagnol.
- Le maître et la multitude : L’État moderne entre Machiavel, Shakespeare et Gorbatchev, Paris, Le Félin, coll. « Philosophie », 1991
- Le principe de souveraineté. Histoire et fondements du pouvoir moderne, Paris, Gallimard, Folio Essais, 1997. Traduit en ukrainien.
  - Nouvelle édition augmentée sous le titre Qu'est-ce que la souveraineté ? Précédé du Recommencement d'Europe, Paris, Gallimard, coll. Folio Essais, 2024.
- Le Léviathan de Hobbes, Paris, Ellipses, 2000
- La Fable du monde. Enquête philosophique sur la liberté de notre temps, Paris, Gallimard, coll. NRF essais, 2005. Traduit en hongrois et en anglais.
- Nature et souveraineté, Paris, Presses de Sciences Po, coll. La bibliothèque du citoyen, 2012
- Les Enfants d'Héraclite : Une brève histoire politique de la philosophie des Européens, Paris, éditions du Félin, coll. « Les marches du temps », 2016, 175 p. (ISBN 978-2-86645-840-9)
- Politique du Western, Saint-Denis, Presses Universitaires de Vincennes, 2018

### Éditions et traductions
Outre ses ouvrages théoriques, depuis une trentaine d'années il a édité et commenté plusieurs auteurs, renouvelant ainsi l'étude de la souveraineté, notamment Adam Smith, La Richesse des nations (Gallimard, Idées, 1976, rééd. Folio, 1990), Jean Bodin, Les Six Livres de la République (Le Livre de Poche, 1993), les Écrits politiques de Jean-Jacques Rousseau (Le Livre de Poche, 1992). Il est également l'auteur d'une traduction intégrale et inédite du Léviathan de Thomas Hobbes (Gallimard, Folio, 6e édition, 2009) avec commentaires et notes.